# Czachówek Południowy
Czachówek Południowy – stacja kolejowa usytuowana na linii kolejowej nr 8 Warszawa Zachodnia - Kraków Główny. Położona w Gabryelinie (gmina Prażmów, powiat piaseczyński, województwo mazowieckie, Polska). Znajduje się niedaleko miejscowości Czachówek, która położona jest w gminie Góra Kalwaria. Jest to stacja końcowa niektórych pociągów podmiejskich z Warszawy.
Należy do PKP Polskich Linii Kolejowych S.A.
W 2017 roku zakończyła się modernizacja etapu LOT A (Warszawa Okęcie – Czachówek Płd.). W jej wyniku na stacji powstały dwa zupełnie nowe, 200-metrowe perony wyspowe połączone podziemnym przejściem. Wyremontowane zostało torowisko. Stacja posiada oświetlenie, wiaty, zegary oraz nagłośnienie. Przystosowana jest również do obsługi osób niepełnosprawnych.

## Infrastruktura
Obiekt posiada dwa tory główne zasadnicze (które na terenie stacji są przedłużeniem torów szlakowych na szlaku) i dwa tory główne dodatkowe. Posiada dwa perony dwukrawędziowe, semafory świetlne i przejście podziemne.

## Ruch pasażerski[8]
| Rok  | Wymiana pasażerska na dobę |
| ---- | -------------------------- |
| 2017 | 700-999                    |
| 2018 | 700-999                    |
| 2019 | 1000-1500                  |
| 2020 | 700-999                    |
| 2021 | 700-999                    |
| 2022 | 1000-1500                  |
| 2023 | 1000-1500                  |

## Dojazd
Do stacji Czachówek Południowy można się dostać linią L19, wysiadając na przystanku Akacjowa

## Połączenia
Ze stacji można dojechać elektrycznymi pociągami podmiejskimi do Skarżyska-Kamiennej, Radomia, Piaseczna oraz Warszawy.
| Linia | Przewoźnik         | Trasa |
| R80   | Koleje Mazowieckie | W-wa Gdańska – W-wa Zachodnia – W-wa Służewiec – Piaseczno – Czachówek Południowy – Radom – Skarżysko-Kamienna                  |
| RE80  | Koleje Mazowieckie | W-wa Wschodnia – W-wa Gdańska – W-wa Zachodnia – W-wa Służewiec – Piaseczno – Czachówek Południowy – Radom – Skarżysko-Kamienna |

## Galeria

Schody do przejścia podziemnego od strony Gabryelina
Przejście podziemne
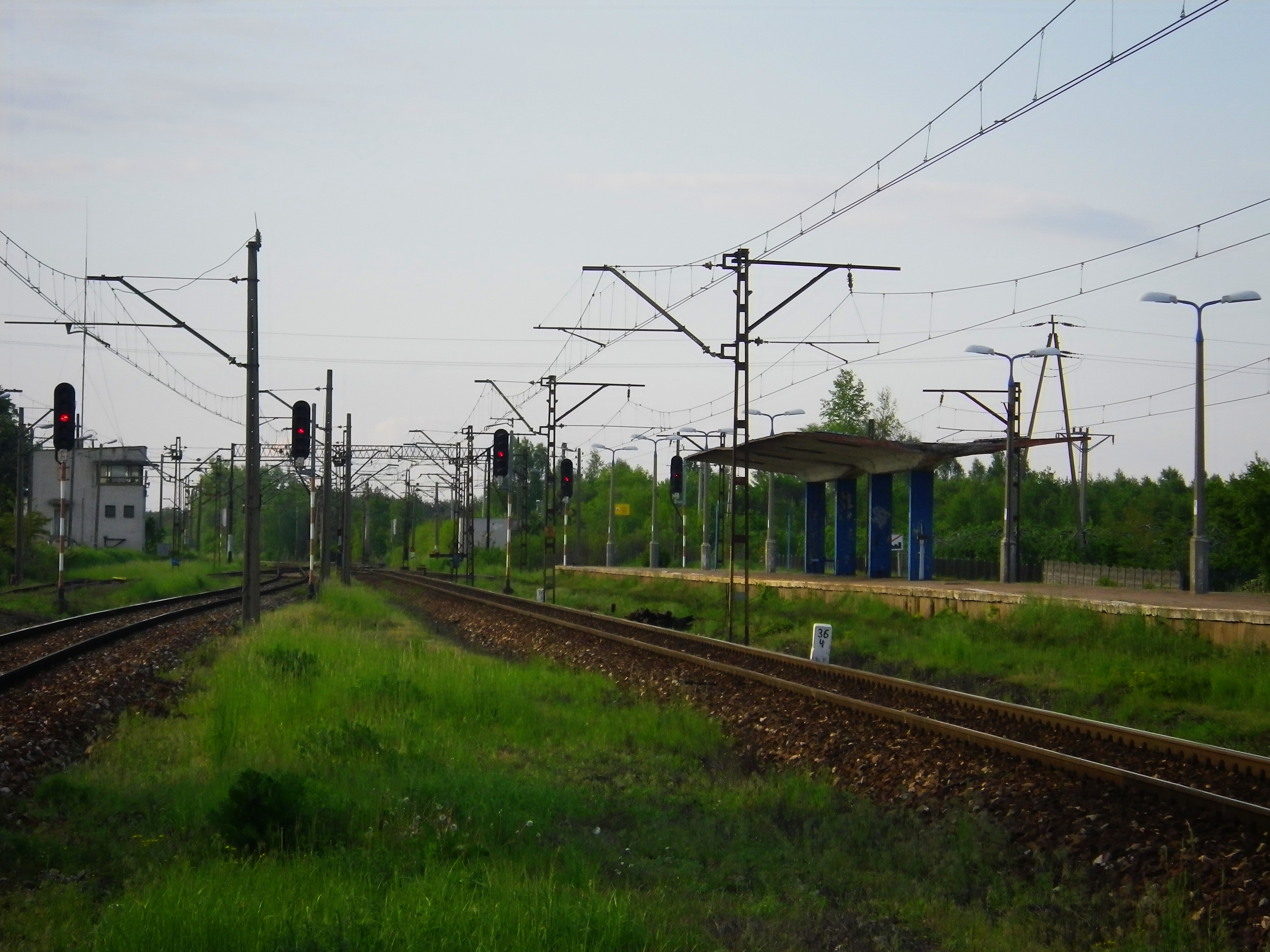
Stacja przed modernizacją. Widok na północ. Po prawej widoczne tory postojowe dla pociągów kończących bieg (2014)